# Jan Bijvoet
Jan Bijvoet (Antwerpen, 28 december 1966) is een Vlaams acteur. Hij is sinds 2005 een van de artistiek leiders van het Theater Zuidpool met welk gezelschap hij ook meespeelt. Hij heeft ook enkele film- en televisierollen op zijn naam staan, evenals een aantal gastoptredens in televisieseries. Zo vertolkte hij 'JB' in Van vlees en bloed. Hij speelde ook in de films El abrazo de la serpiente, Ad fundum, The Broken Circle Breakdown, Borgman, D'Ardennen en De Patrick.

## Biografie
Hij studeerde af aan de Studio Herman Teirlinck.
In 1991 stond Bijvoet voor het eerst met het NTGent op de planken in Jozef in Egypte. Met het NTGent speelde hij in onder andere Nachtelijk Symposium en Gruis. Dan stapte hij over naar Toneelgroep Ceremonia van Eric De Volder. Bij de Blauwe Maandag Compagnie speelde hij in Voor het pensioen van Luk Perceval de oude tante Vera. Bij Toneelhuis stond hij sinds 1998 onder meer op de planken met Ivanov, L. King of Pain, Asem, De Jossen en Peer Gynt. Sinds 2005 behoort hij tot de artistieke kern en speelt hij bij Zuidpool. Hij had een rol in de Zuidpool-theaterproducties Siberië, Oorlog, Hooglied, Dus (een Heizeldrama), Nachtlied en Cockfish. In 2009 volgde kReon.
In 2007 was hij genomineerd voor de Vlaamse Cultuurprijs voor Podiumkunsten.
Bijvoet had gastrollen in De Kotmadam, Heterdaad, Recht op Recht, Flikken, Rupel, Witse en Kinderen van Dewindt. In Van vlees en bloed (2009) heeft hij een belangrijkere rol. Hij speelde verder Leon Romanov in vier afleveringen van de Britse televisieserie Peaky Blinders en Sev Herzof in de Nederlandse misdaadserie FENIX uit 2018.
Samen met Hadewig Kras vormt hij ook het muzikaal duo Siesta. Ze namen een cd op in een productie van Blixa Bargeld van Einstürzende Neubauten. In 2020 was Bijvoet te zien als dr. Visser in de film De Slag om de Schelde.
In 2020 heeft hij ook een hoofdrol gespeeld in de Netflix Originals-serie Into the Night. In het voorjaar van 2024 was Bijvoet te zien als Pjotr in de bioscoopfilm Krazy House.
- Bibsys: 15008356
- Biblioteca Nacional de España: XX5574045
- Catàleg d'autoritats de noms i títols de Catalunya: 981058519632006706
- Gemeinsame Normdatei: 1067471324
- International Standard Name Identifier: 0000 0004 3385 1952
- Library of Congress Control Number: no2014052434
- MusicBrainz: 5f701ada-c984-42b8-9cc7-49f1be76dd04
- Nederlandse Thesaurus van Auteursnamen: 370551559
- Système universitaire de documentation: 195038010
- Virtual International Authority File: 308241170
- WorldCat: E39PBJgMDpdqKqTHPPWwxJ4rMP